# Crescencio Cuéllar Tainta
Crescencio Cuéllar Tainta (Pamplona, 2 de gener de 1970) és un exfutbolista navarrès, que ocupava la posició de davanter.

## Trajectòria
Format al planter de l'Athletic Club, tan sols va jugar un encontre amb el primer equip, contra l'Sporting de Gijón la temporada 90/91. Després va retornar al filial i a l'estiu de 1992 va marxar a la SD Eibar, on va quallar dues bones temporades.
La temporada 94/95 recala al CP Mérida, amb qui aconsegueix l'ascens a Primera. Però, de nou a la màxima categoria, Cuéllar tan sols disputa 3 partits amb els extremenys, abans d'acabar la temporada 95/96 al CD Toledo. Al conjunt toledà roman eixe any i el següent, tot alternant la titularitat amb la suplència. La 97/98 la juga al CD Leganés i la 98/99 retorna a la SD Eibar.
Posteriorment militaria a la Segona B amb l'Hèrcules CF (00/01) i Burgos CF (2001). El davanter navarrès jugaria en equips de divisions inferiors, com el Mungia, l'Azkoyen i el Santurtzi, abans de retirar-se el 2003.